# Archaias
Archaias es un género de foraminífero bentónico de la subfamilia Archaiasinae, de la familia Soritidae, de la superfamilia Soritoidea, del suborden Miliolina y del orden Miliolida. Su especie tipo es Archaias spirans. Su rango cronoestratigráfico abarca desde el Mioceno hasta la Actualidad.
El nombre de género Nemophora está considerado un sinónimo posterior.

## Clasificación
Archaias incluye a las siguientes especies:
- Archaias adunca
- Archaias angulatus
- Archaias columbiensis
- Archaias discoideus
- Archaias diyarbakirensis
- Archaias eniwetokensis
- Archaias floridanus
- Archaias hensoni
- Archaias kirkukensis
- Archaias operculiniformis
- Archaias peruviana
- Archaias spirans
- Archaias vandervlerki
- Archaias withlacoochensis

Otra especie considerada en Archaias es Archaias compressus, aceptada como Cyclorbiculina compressa.
En Archaias se ha considerado el siguiente subgénero Archaias (Perouvianella), aceptado como género Perouvianella.
La especie fósil Ilotes rotalitatus está estrechamente relacionada con este género.